# Corral
Pour les articles homonymes, voir Corral (homonymie).

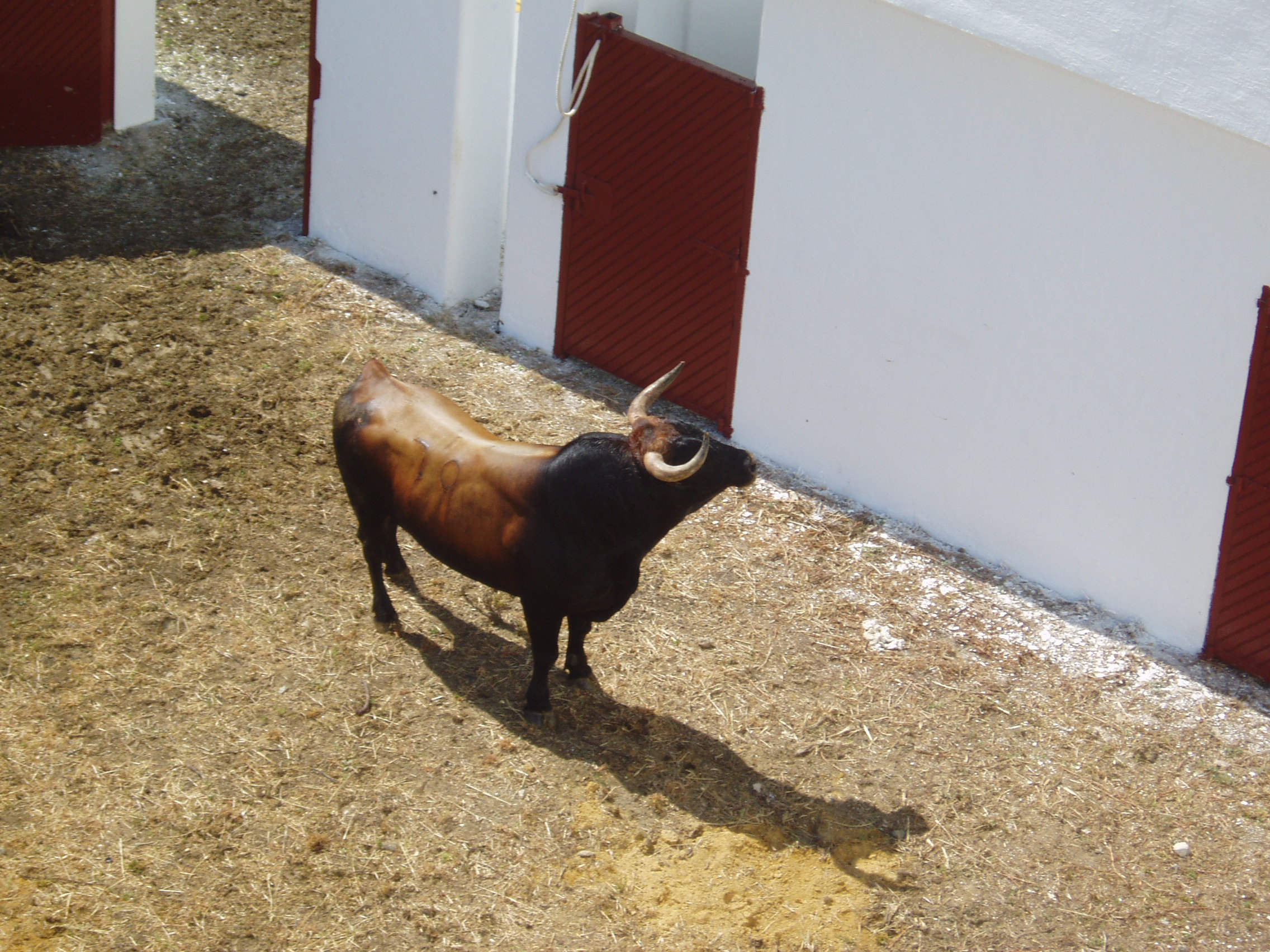
Un taureau de Miura dans le corral d'Estepona

Dans le monde de la tauromachie, le corral est un ensemble de bâtiments spécialement construits pour recevoir les lots de taureaux avant les courses et qui communiquent entre eux par des cours. Ils facilitent les débarquements du camion transporteur en provenance de la ganadería et l'embarquement vers les arènes si les corrals ne sont pas attenants à la plaza. On ne doit pas le confondre avec le corral du Far West américain.

## Description
Dans les jours qui précèdent la corrida, les taureaux y sont enfermés par petits groupes. En général, on ne met ensemble que les taureaux provenant d'un même élevage (ganadería). Après le sorteo, les taureaux sont séparés et mis dans le toril où ils attendront l'heure de la corrida.
En général, les corrals (corrales en espagnol) sont attenants aux arènes, mais ce n'est pas obligatoire. Notamment à Nîmes et Arles, ils se trouvent à l'extérieur de la ville, les taureaux sont donc amenés au toril par camion. À Pampelune, ils sont à 825 mètres de la grande porte des arènes et sont amenés le matin même au cours du célèbre encierro.

## Fonctionnement
Généralement, un couloir mène du quai de débarquement à une première cour d'où les bêtes, lorsqu'elles sont calmées, sont dirigées vers des cours plus grandes où elles seront regroupées selon les lots d'une même ganadería.
Clôturés de hauts murs, les corrals sont équipés de burladeros et d'auges destinées à alimenter les taureaux en attendant le jour de la corrida, où ils seront mis dans des chiqueros pendant l'apartado.
Les bêtes restent huit jours dans ces emplacements avant le sorteo.